# Přáslavice (Olomouc)
Přáslavice é uma comuna checa localizada na região de Olomouc, distrito de Olomouc.